# Eva Watson-Schütze
Eva Watson-Schütze (Jersey City, 1867 – Chicago, 1935) was een Amerikaans kunstschilderes en fotografe. Ze wordt gerekend tot de stroming van het picturalisme.

## Leven en werk
Eva Watson ging in 1883 studeren aan de kunstacademie in Philadelphia, onder Thomas Eakins. Ze begon met schilderen, maar vanaf 1890 richtte ze zich vrijwel uitsluitend op de fotografie.
Van 1894 tot 1896 deelde ze met oud-studiegenote Amelia Van Buren een fotoatelier in Philadelphia. Daarna richtte ze zich steeds meer op de kunstzinnige fotografie en kwam rond 1900 als lid van de Photographic Society of Philadelphia in contact met vooraanstaande fotografen, zoals Frank Eugene, Gertrude Käsebier, Alfred Stieglitz en Clarence Hudson White. Samen met hen richtte ze in 1902 de picturalistische fotografieclub Photo-Secession op. In 1905 besteedde Stieglits een nummer van zijn vooraanstaande fototijdschrift 'Camera Work' geheel aan haar.
Na 1910 keerde Watson weer terug naar de schilderkunst en maakte ze eigenlijk alleen nog foto´s in de privésfeer. In 1929 werd ze directeur van de Renaissance Society, een in 1915 opgerichte kunsthal op de campus van de Universiteit van Chicago. Onder haar bewindvoering werden daar belangwekkende moderne-kunstexposities georganiseerd, onder andere van Jean Arp, Constantin Brâncuşi, Georges Braque, Marc Chagall, Wassily Kandinsky, Joan Miró en Pablo Picasso.
Eva Watson-Schütze overleed in 1935 op 68-jarige leeftijd.

## Galerij

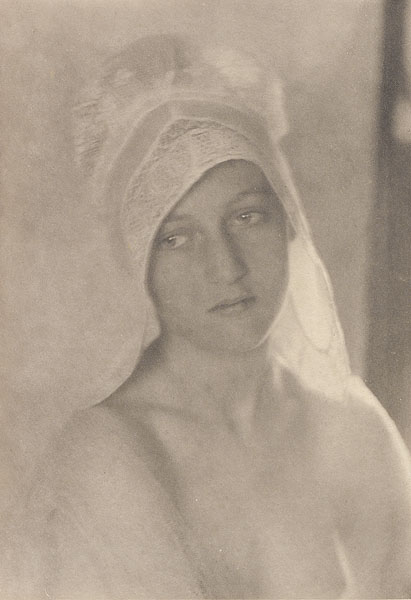
"Head of a young girl" (1905)
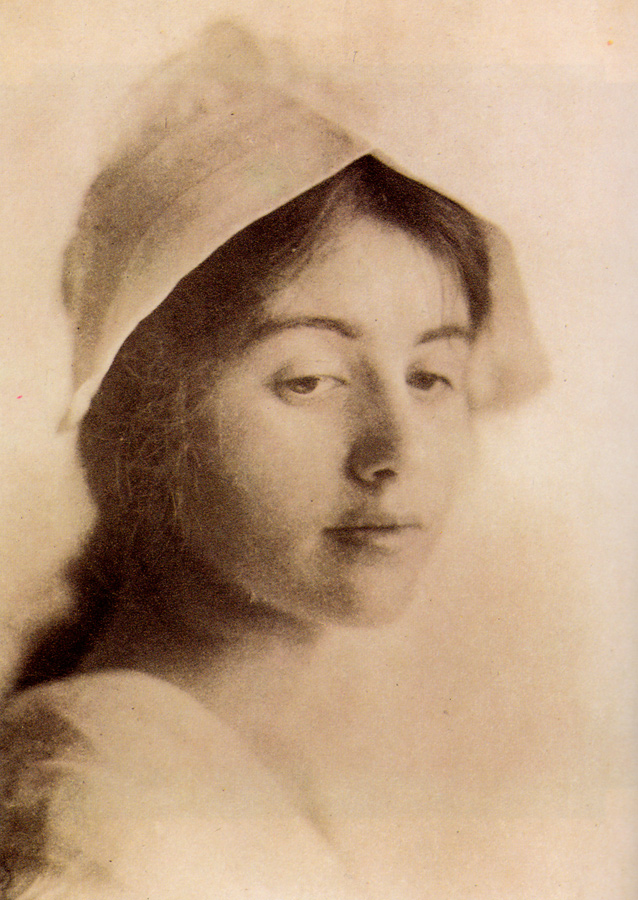
A study head, 1905
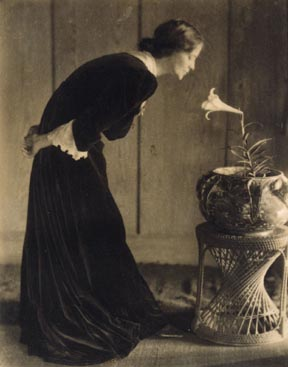
"Jane Whitehead and Lily" (1905)
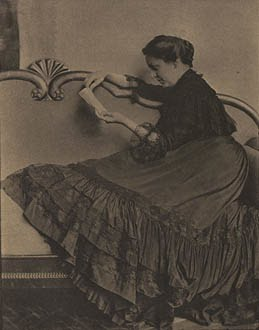
Zonder titel
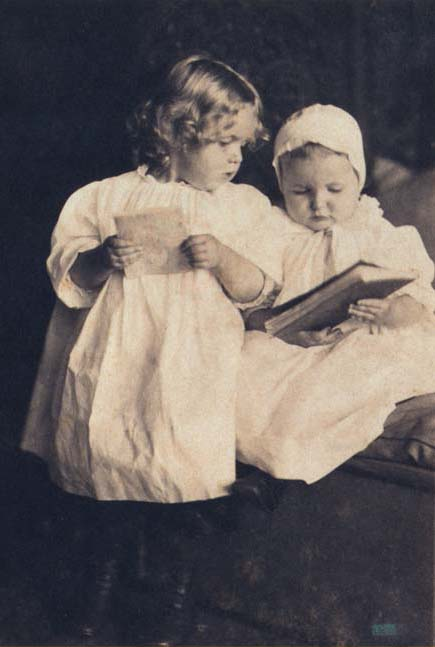
´Children reading´
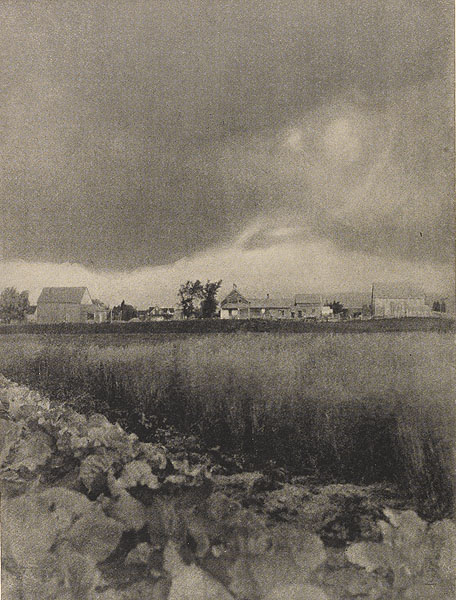
The Storm, uit Camera Work, 1905
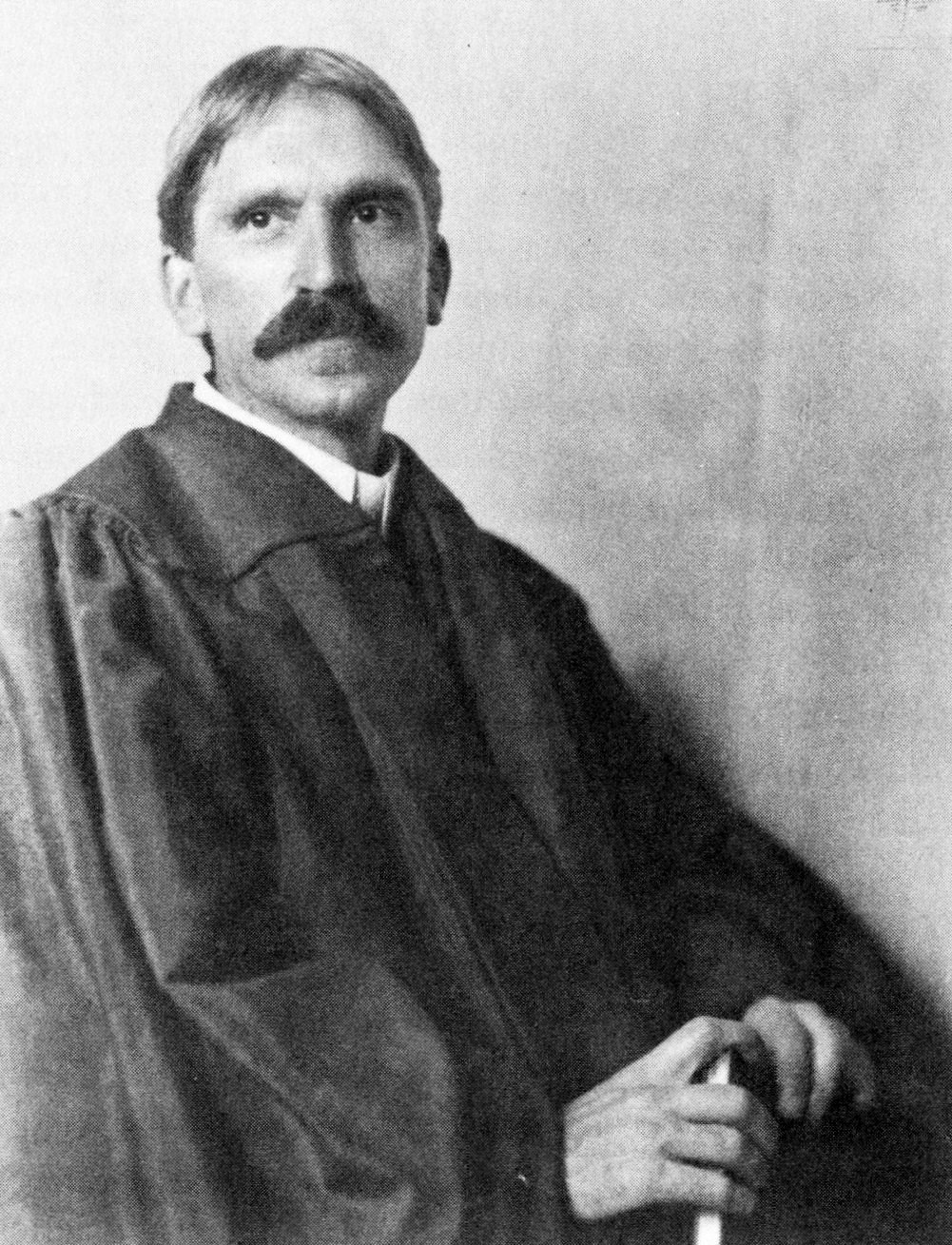
John Dewey, 1902
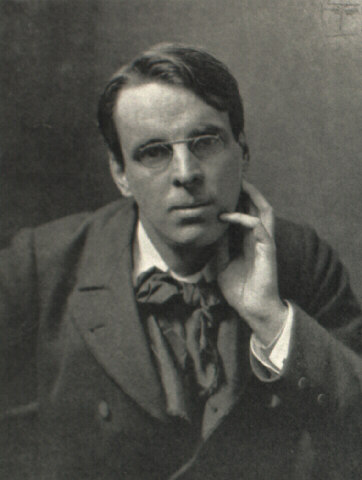
W.B. Yeats, 1910
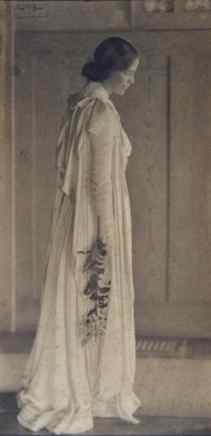
Jane Byrd McCall Whitehead with lily in her hand, 1905
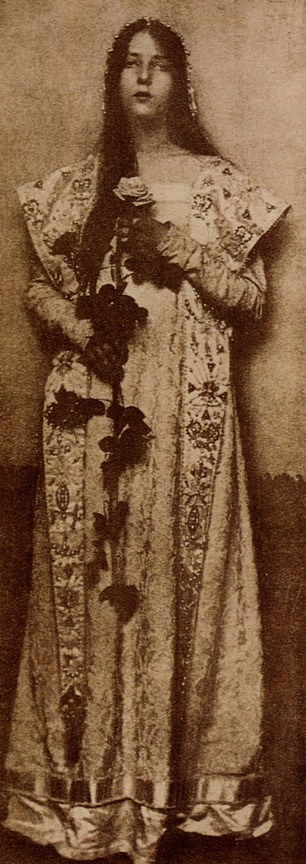
´The rose´, uit Camera Work, 1905